# Jüdischer Friedhof (Neustadt in Holstein)

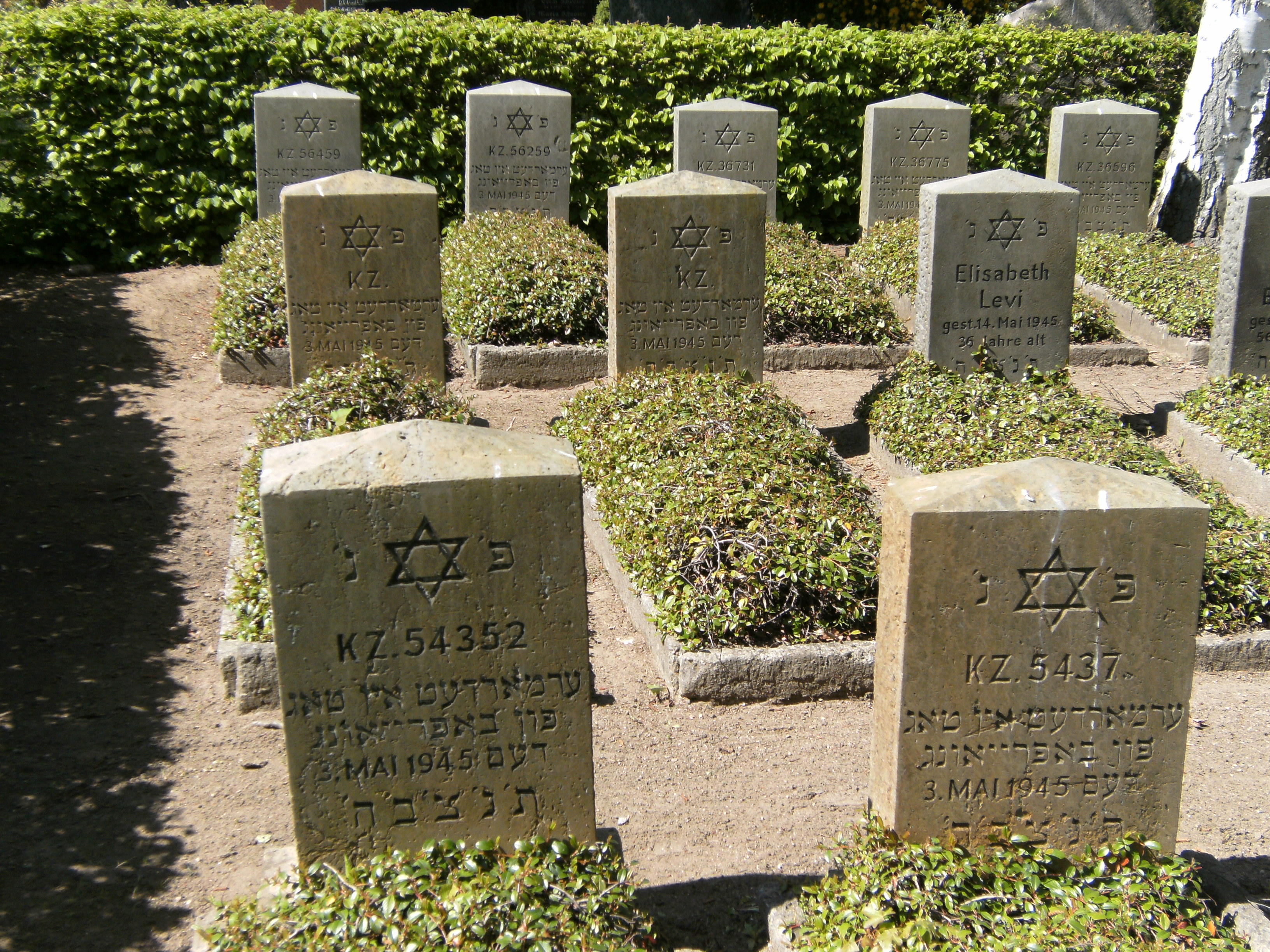
Jüdischer Friedhof am Grasweg in Neustadt in Holstein für 103 jüdische Opfer in der Zeit vom 3. Mai 1945 bis 1947

Der jüdische Friedhof von Neustadt in Holstein liegt innerhalb des evangelischen Neustädter Friedhofes, der ihn auf drei Seiten umschließt.  Er wurde von 1945 bis 1947 belegt. Auf dem Areal befinden sich 103 Grabmale der Opfer der Cap-Arcona-Katastrophe vom 3. Mai 1945, von ehemaligen KZ-Häftlingen und von Verstorbenen des nahegelegenen Displaced-Persons-Lager (DP-Lager) in Neustadt.

## Beschreibung
Der Jüdische Friedhof bildet innerhalb des evangelischen Neustädter Friedhofes einen eigenständigen, mit Backsteinmauer und Hecke umgrenzter Friedhofsbezirk. Das Areal ist etwa 15 Meter breit und 20 Meter lang. Auf der dem Eingang gegenüberliegenden Seite steht ein Gedenkstein. Links davon sind die Frauen, rechts die Männer begraben. Im hintersten Teil sowohl der Frauen- als auch der Männerabteilung sind jeweils einige Gräber, die keine Namen, sondern nur KZ-Nummern tragen. Die Grabsteine sind weitgehend einheitlich.

## Geschichte
Der Friedhof wurde am 5. Januar 1947 eingeweiht. Die deutsche Inschrift auf dem zentralen Gedenkstein dokumentiert, dass die meisten der hier Beigesetzten am 3. Mai 1945 verstarben, dem Tag der Befreiung von Neustadt durch das Britische Militär. Am 3. Mai – noch vor der Bombardierung der Cap Arcona – waren Häftlinge des KZ Stutthof an Land erschossen worden. Die in den folgenden beiden Jahren Verstorbenen waren Insassen des großen DP-Lagers für ehemalige KZ-Häftlinge, das in dieser Zeit in Neustadt bestand. Viele der Insassen starben an den Folgen der erlittenen gesundheitlichen Schäden während der KZ-Zeit. Auf dem Friedhof wurden etwa 100 Beisetzungen vorgenommen. Die Grabsteine datieren vom 3. Mai 1945 bis 1947.